# S1-es autóút (Ausztria)
Az S1-es autóút (németül Wiener Außenring Schnellstraße) osztrák gyorsforgalmi út, a jelenleg is épülő bécsi körgyűrű. 2015 végén két szakaszból állt:
- a déli, 16,2 km-es szakasza az A2/A21-es autópálya vösendorfi csomópontjától (Knoten Vösendorf) az A4-es autópálya schwechati csomópontjáig (Knoten Schwechat) tart;
- a másik része Bécstől északra található 21,2 km-es szakasza az S5-ös és az S2-es között található.

Ez az autóút többnyire 2×2 sávos, egyes helyeken kibővítették 2×3 sávosra. További 23,6 km tervezés alatt van Bécs keleti határában. Része az E60-as európai útnak is.

## Fordítás
Ez a szócikk részben vagy egészben  a   Wiener Außenring Schnellstraße című német Wikipédia-szócikk fordításán alapul.  Az eredeti cikk szerkesztőit annak laptörténete sorolja fel. Ez a jelzés csupán a megfogalmazás eredetét és a szerzői jogokat jelzi, nem szolgál a cikkben szereplő információk forrásmegjelöléseként.